# Euprosthenops biguttatus
Euprosthenops biguttatus är en spindelart som beskrevs av Roewer 1955. Euprosthenops biguttatus ingår i släktet Euprosthenops och familjen vårdnätsspindlar. Inga underarter finns listade i Catalogue of Life.